# Estació de servei orbital russa
L'estació de servei orbital russa (en rus: Российская орбитальная станция, Rossiyskaya orbital'naya stantsiya) és una proposta de nova estació espacial orbital russa que està previst que comenci a desplegar-se a l'espai el 2027  i finalitzi la seva construcció no més enllà del 2035. Els primers vols tripulats a l'estació es llançarien el 2028.

## Visió general
El 26 de juliol de 2022, Roscosmos va anunciar que s'havia pres la decisió de retirar-se del programa de l'Estació Espacial Internacional després del 2024.   Com a substituta, a partir de mitjans de la dècada de 2020, es llançaria una nova estació espacial, operada completament per Roscosmos, l'Agència russa de l'espai.
El desembre de 2024, el cap de Roscosmos, Yury Borisov, va declarar que els vols tripulats a la nova estació es llançarien a partir del 2028, simultàniament amb la finalització del programa de l'Estació Espacial Internacional, de forma coordinada amb la NASA.
La nova estació espacial russa operarà a una òrbita quasi polar i heliosíncrona de 400 quilòmetres d'altitud, cosa que li permetrà monitorar tota la superfície de la Terra, especialment la regió àrtica.  Aquesta òrbita permetrà que l'estació compleixi les dues funcions següents: 
1) Observacions d'alta freqüència de Rússia des de l'espai; i
2) Un accés més fàcil a l'estació en comparació amb el que ofereix l'Estació Espacial Internacional, cosa que permetrà dur a terme més experiments mèdics i fisiològics que els que actualment són factibles al segment orbital rus de l'Estació Espacial Internacional.

## Mòduls planificats
Es preveu que la nova estació orbital russa inclogui fins a set mòduls, amb el 2035 com a data prevista de finalització. La primera fase de construcció constarà de quatre mòduls: el mòdul NEM-1 bàsic, un NEM actualitzat, un mòdul de node i un mòdul de passarel·la. La segona fase inclourà mòduls de logística i producció, així com un mòdul de plataforma per al manteniment de naus espacials.  També s'està considerant un mòdul comercial per a un màxim de quatre turistes espacials.
El Mòdul d'Energia Científica (NEM-1)  serà el mòdul principal de l'estació. Està previst llançar-lo a l'espai el 2027 en un vehicle de llançament Angara A5 des del Cosmòdrom de Vostochny, i el llançament d'un nou mòdul central (similar al NEM-1) està previst com a mínim per al 2028.

## Components extravehiculars planificats
Entre els components extravehiculars planificats cal destacar que hi ha plans per a situar "múltiples sistemes robòtics a l'exterior del lloc avançat per ajudar amb les tasques de muntatge i manteniment".  També està previst que l'estació controli "una família de petites naus espacials" (satèl·lits) que es llançarien directament des de l'estació i "que donaran la volta al món a prop", cosa que seria una primícia espacial.

## Mode de funcionament planificat
A diferència de l'Estació Espacial Internacional, que té una tripulació contínua, està previst que la nova estació orbital russa sigui visitada periòdicament per tripulacions de cosmonautes, i que funcioni en mode automàtic durant la major part del temps. Durant les seves estades, els cosmonautes instal·laran nous components, comprovaran equips científics, realitzaran experiments i tasques de manteniment i reparació. Segons Roscosmos, existeixen no solament raons financeres, sinó també de seguretat, que recomanen aquest mode de funcionament, "ja que redueix el risc que els cosmonautes rebin dosis de radiació perilloses".